# Aeroporto Mariano Melgar
O Aeroporto Mariano Melgar (ICAO: GCLP) localiza-se no distrito de La Joya, na província de Arequipa, no Peru.